# QuickTime Alternative
QuickTime Alternative é um pacote de codecs criado para tocar arquivos de mídia .mov nos sistemas operacionais Windows que seriam apenas tocados com o software proprietário QuickTime da Apple Inc. Para tocar arquivos .mov, o QuickTime Alternative usa codecs retirados do QuickTime 7, porém não é um produto licenciado da Apple. O QuickTime alternative é preferido por certos usuários por ser mais eficiente quanto a utilização de recursos e não incluir outras opções a não ser tocar midia.
O QuickTime Alternative pode ser baixado num pacote com o Media Player Classic e o plugin de internet para QuickTime; ou sem o Media Player Classic sob o nome de QT Lite.

## Características
As principais diferenças entre o QuickTime Alternative e o QuickTime da Apple são suas opções, tamanho virtual e utilização de recursos do sistema. O QuickTime Alternative é menor porque ele não contém adições triviais presentes no QuickTime da Apple, características não vitais para tocar arquivos .MOV e receber streaming de mídia QuickTime. Além disso, o QuickTime Alternative não executa processos auxiliares, como o seu equivalente proprietário faz, permitindo que ele utilize menos recursos do sistema para operar.

## QT Lite
É o nome do pacote menor do QuickTime Alternative, sem o Media Player Classic incluído.